# ジョセフ・ブラント

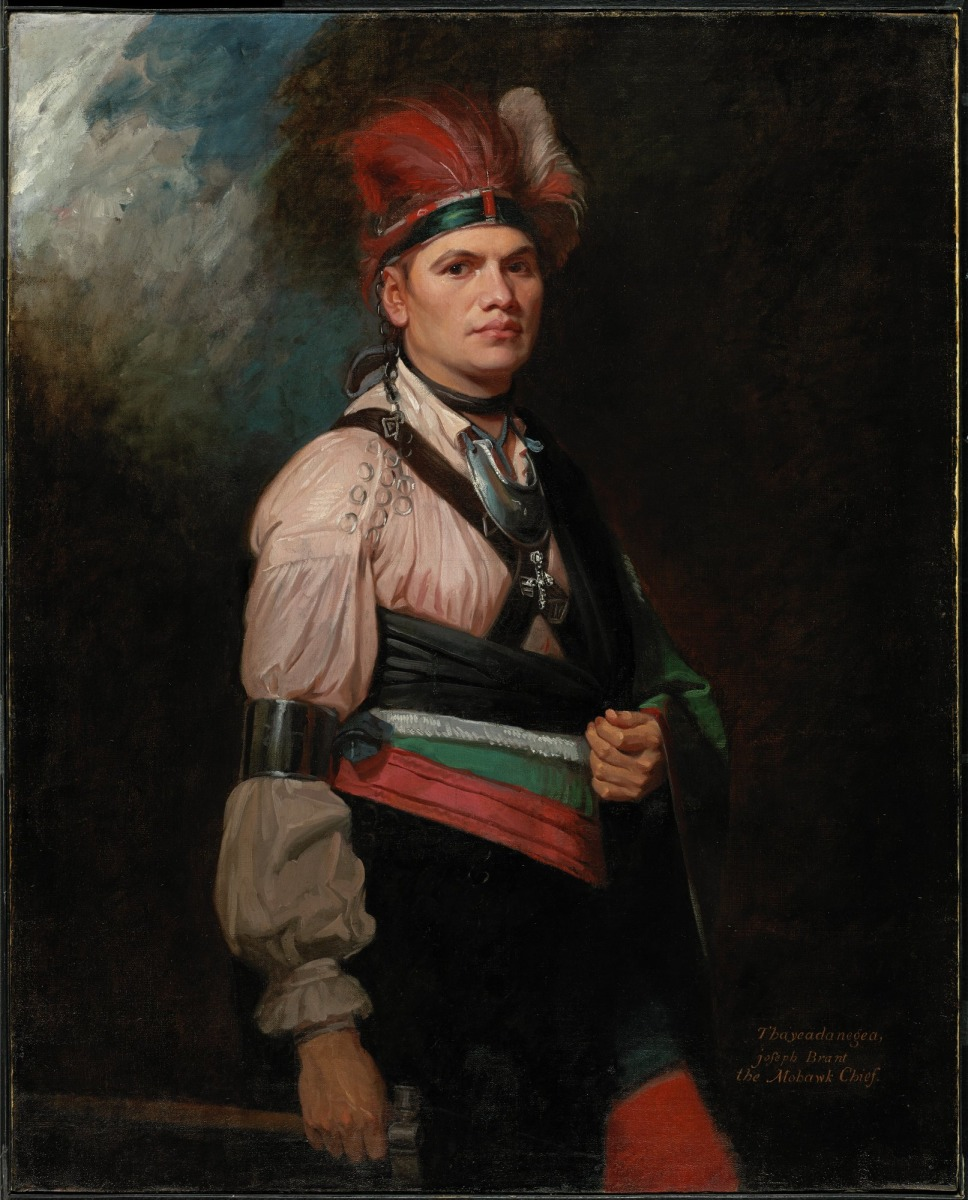
ジョセフ・ブラント。宮廷画家ジョージ・ロムニーが1776年にロンドンで描いた。

ジョセフ・ブラント（英:Joseph Brant、本名タイエンダネギー(Thayendanegea)、1742年頃 - 1807年11月24日）は、モホーク族インディアンの酋長、アメリカ独立戦争中のイギリス軍の士官。
タイエンダネギー（ブラント）は当時のインディアンではおそらく最も知られた存在であった。ブラントは、ジョージ・ワシントンやイギリス王ジョージ3世など、当時の多くの著名な人と会ったことがあった。アメリカ白人の抱くブラント像は、東部辺境の白人入植者に対して行った残虐行為が強調され伝えられたものになっている。

## 生い立ち
タイエンダネギー（ブラント）は今日のオハイオ州アクロンの近く、カヤホガ川の堤にあるオハイオ領土カヤホガで生まれた。折りしも狩の季節であり、モホーク族がその地に移動してきていた。ブラントはタイエンダネギーと名づけられた。これは「2本の棒を強度を増すために束ねた」という意味があるが、おそらく「2つに賭ける者」という意味だと思われる。ハンター砦教会の記録を調べたデイビッド・フォー博士は、ブラントの父の名前がピーター・テホンワガカンギーラーカ(Peter Tehonwaghkwangearahkwa)であった可能性があり、1753年以前に死去したとしている。他の資料では、父の名前をニクス・カナガラダンカ(Nickus Kanagaradankwa)としている。
ブラントの母はコーガナワガ族の酋長ティアオギーラの姪マーガレットあるいはオワンダであり、ブラントの姉のメアリー（モーリーとして知られる）と共に、ニューヨーク植民地の中東部モホーク川のカナジョハリーに連れて行って生活し、その後家族と共にオハイオ川に移住した。ブラントの母は1753年9月9日にハンター砦で、部族の酋長ブラント・カナガラドゥンカと結婚した。ブラント・カナガラドゥンカは1710年にイギリスを訪れたサガエンドワラトンあるいは「オールドスモーク」の孫であった。このことでブラントの母の暮らしは良くなったが、モホーク族の酋長は女系に引き継がれるために子供達にはあまり恩恵がなかった。しかし、ブラントの義父、カナガラドゥンカは北アメリカの対インディアン問題の最高責任者であるウィリアム・ジョンソン卿と知り合いであった。ジョンソンはブラントの姉モーリーと結婚し、ブラントをコネチカットのエリエザー・ウィーロック牧師が経営する「ムーアズ・インディアン・チャリティ・スクール」（後のダートマス大学）に送って白人の教育を受けさせた。
ブラントは15歳の時から、フレンチ・インディアン戦争の多くの遠征に参加することになった。1758年、ジェームズ・アバークロンビー将軍によるジョージ湖からのカナダ侵攻、1759年のウィリアム・ジョンソンによるナイアガラ砦の攻撃、1760年のジェフリー・アマーストによるセントローレンス川を経由したモントリオール包囲戦などである。ブラントは聖公会の宣教師ジョン・スチュアートの通訳としても働き、二人でマルコによる福音書をモホーク語に翻訳した。ブラントは聖公会員となり、カナダでは最初のプロテスタント教会、セントポール・モホーク教会を造った。この教会は世界中でイギリス王室の支援を受ける12の王立教会の一つとなっている。

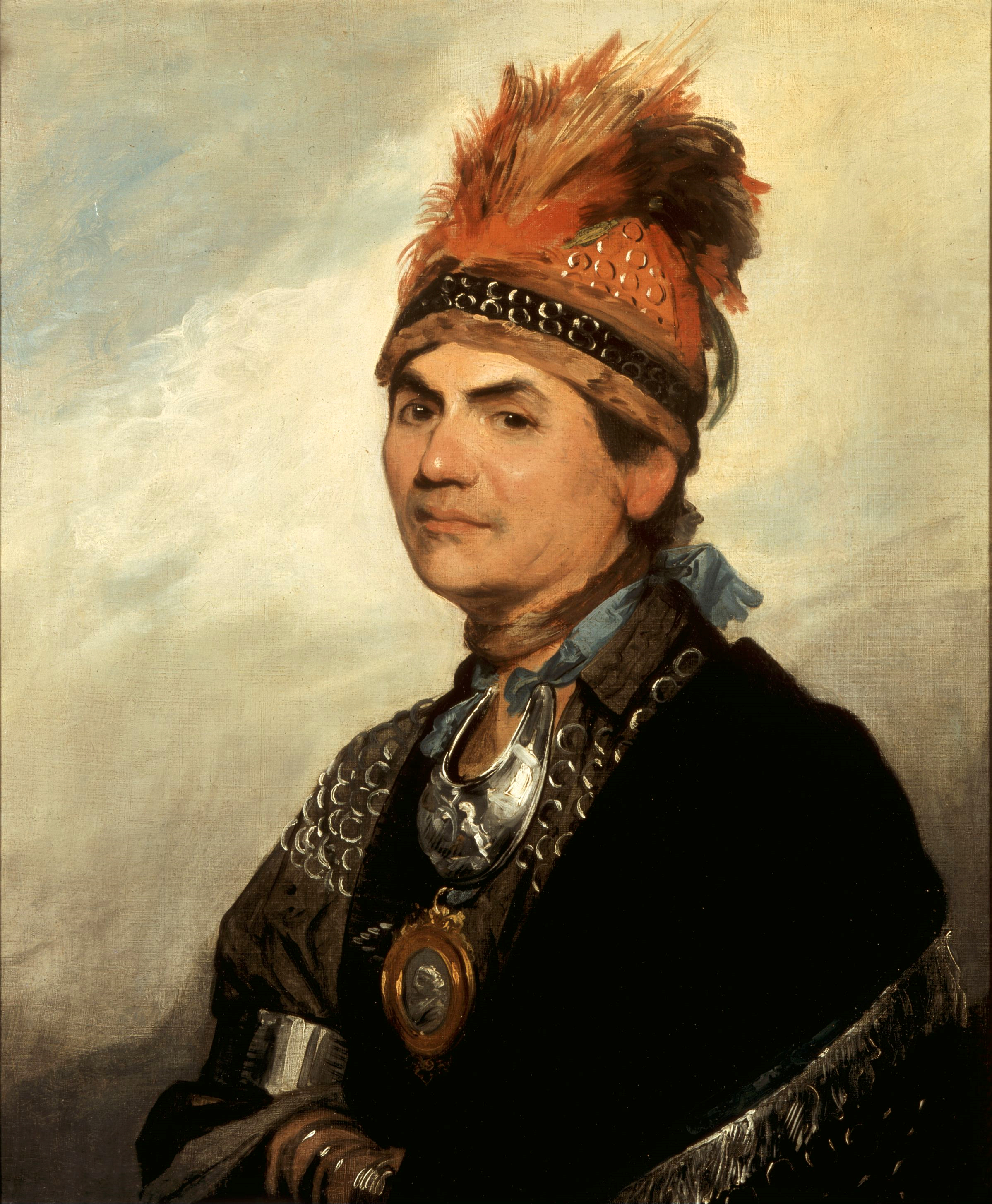
スチュアートの描いた肖像画 1786年

### アメリカ独立戦争
1775年、アメリカ独立戦争の戦いが始まると、ブラントは新しい北アメリカの対インディアン問題最高責任者ガイ・ジョンソンと共にロンドンに渡った。ブラントは過去にモホーク族の領土だった土地に関して異議申し立てを国王に訴えたいと思っていたが、ほとんど支援を得られなかった。ロンドンでのブラントは著名人となり、出版のためにジェイムズ・ボズウェルからの面談もあった。ブラントはフリーメイソンにもなり、国王ジョージ3世手ずから結社のエプロンを渡された。
ブラントは1776年7月に北アメリカに戻ると直ぐに、ニューヨークの奪取を計画していたウィリアム・ハウの軍隊に入った。その夏から秋にかけてのブラントの活動は記録されていないが、ケルゼーは、ブラントが、ヘンリー・クリントン、チャールズ・コーンウォリス、ヒュー・パーシーと共に1776年8月のロングアイランドの戦いでジャマイカ・パスでの側面攻撃に加わったと推論した。この時ブラントは、後のノーサンバーランド公、パーシー卿と親交を結び白人との友情では唯一終生続くものになった。
ブラントはニューヨークでの戦いの後、モホーク渓谷の家に戻り、イロコイ族に中立を捨ててイギリス側に着くよう説得を試みた。1777年8月ブラントは、ジョン・バーゴイン将軍が指揮するサラトガ方面作戦を支援するために、オリスカニーの戦いで大きな役割を果たした。ブラントはイロコイ族の酋長ではなかったが、しばしばその調停者代表となり、バーゴインの作戦失敗の後は、約300名のインディアンと100名の白人王党派兵の連合部隊を指揮することになった。ブラントはこの部隊を率いて、1777年から1778年にかけて、ニューヨークとペンシルベニアの開拓地を荒らし回った。ブラントはインディアンの戦士とともに、あるいは志願兵を集めて、時にはイギリス軍の正規兵であるバトラーズ・レンジャーズや王党派兵と共に多くの戦いに参戦した。1779年7月にはミニシンクの戦いで愛国者軍を打ち破った。1779年にジョージ・ワシントンがニューヨークを奪還するための軍隊を派遣した時、8月29日のニュートンの戦いでブラントはジョン・サリバン将軍の大陸軍に敗れた。大陸軍はニューヨーク植民地におけるインディアンの抵抗を掃討し、村を焼き、イロコイ族をナイアガラ砦まで撤退させた。1779年から1780年にかけての冬をナイアガラに宿営したブラントは、西のデトロイトに派遣され、バージニアのジョージ・ロジャース・クラークが指揮するオハイオ郡遠征隊に対する抗戦を助けた。1781年8月、ブラントはクラークの分隊を完璧に打ち破り（ラフリーの敗北）、デトロイトに対する脅威を払った。1781年から1782年にかけて、ヨークタウンでのイギリス軍の降伏後も不満を抱く、西方のインディアン部族がイギリス側に着いたままでいるよう説得を続けた。
ブラントは「ワイオミング渓谷の虐殺」で悪名が上がった。この虐殺はブラントが指揮したと広く信じられたが、実際には参加していなかった。ブラントは「チェリー渓谷の虐殺」には参加した。独立戦争中、ブラントは白人入植者から「怪物ブラント」の異名をとり、その誇大された虐殺や残忍行為の逸話が、白人入植者とインディアンの間で以後50年間もぎくしゃくした関係を生み、白人のインディアンに対する憎しみとなった。後の世の歴史家は、ブラントが関わった多くの戦闘を特徴付ける暴力的行為において、実際はブラントがそれを制止する側にいたとしている。その他にも特に女性や子供、非戦闘員に対してブラントが示した哀れみや慈悲心についていくつか例を挙げている。
独立戦争を終わらせるパリ和平条約の交渉では、イギリスが6部族同盟の功績を無視し、アメリカ合衆国にインディアンの領地を割譲した。ブラントの懇請によって、イギリスのフレデリック・ハルディマンド卿がオンタリオのグランド川にモホーク族の保留地のための土地の特許を手配した。次の20年間、6部族同盟のための精力的な交渉人となり、インディアンがアメリカやフランスと同盟することを恐れるイギリスを動かして、カナダ政府の内外の白人達の手からグランド川の保留地を守った。
独立戦争後、6部族と東部より西側のインディアン部族との連合を働きかけ、北西部領土にアメリカ合衆国が拡張して来るのに抵抗した。ブラントの全部族を統合する試みは失敗したが、後にショーニー族の酋長テクムセの世代に受け継がれた。北西部での抵抗が全面的な戦争の様相になった時（北西インディアン戦争）、ブラントは当時のアメリカ合衆国大統領ジョージ・ワシントンの統率により和平の交渉にあたるよう求められた。ブラントは休戦をもたらすことができず、戦争は継続され、1794年のフォールン・ティンバーズの戦いで終わることになった。

### その後

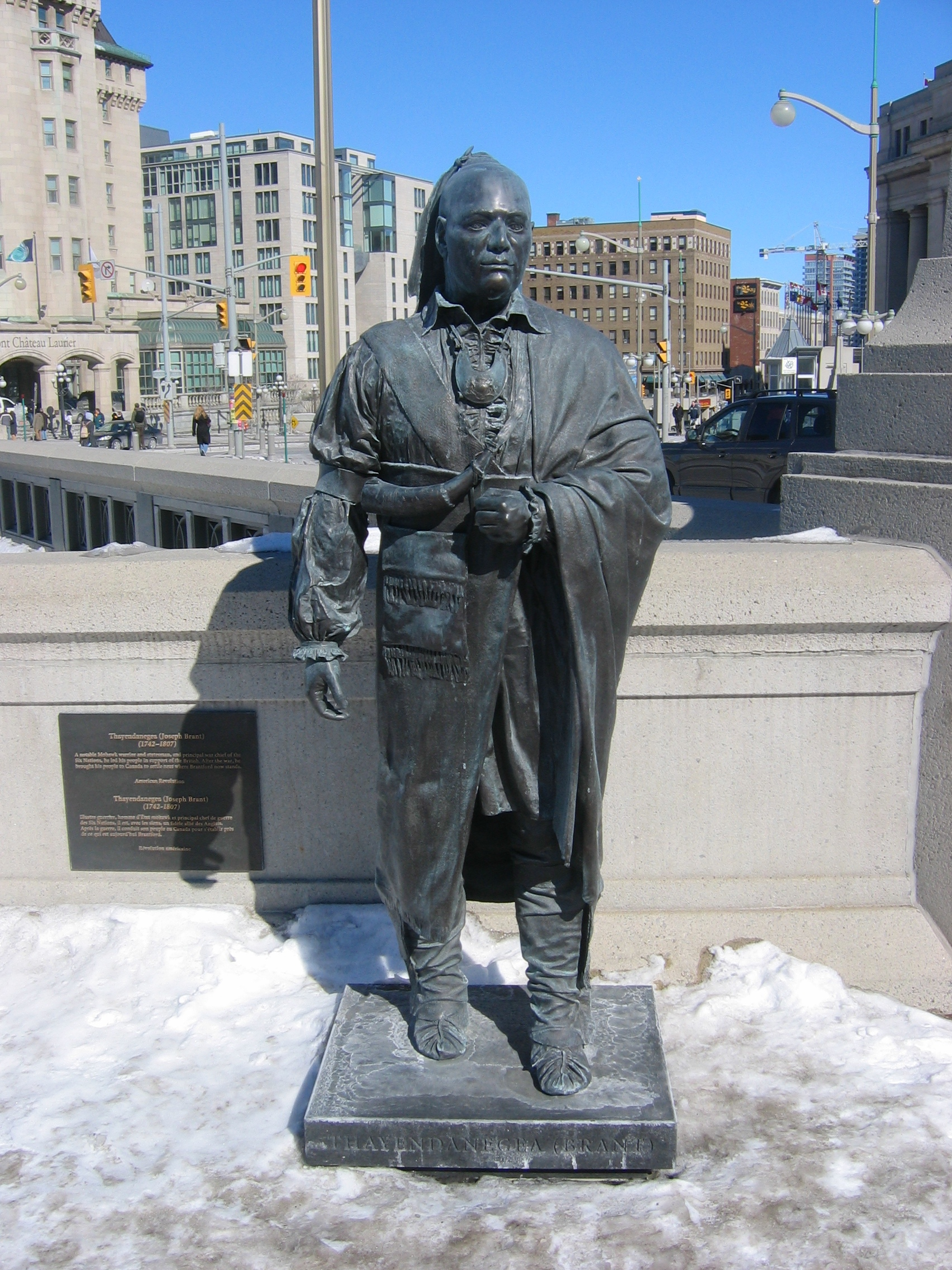
オタワの勇者記念館にあるブラントの銅像

ブラントは戦争では指導者であったが、モホーク族の酋長を継ぐ血筋ではなかった。しかし、ブラントの持って生まれた能力、初期の教育、また形成してきた人間関係で民族と時代の偉大な指導者となった。ブラントの終生に渡る使命は、文化の変わり目に遭遇したインディアンを生き残らせることであり、アメリカの歴史の最も不安定で躍動的な時代の政治的、社会的および経済的挑戦を乗り越えさせた。ブラントの人生を要約とすると成功と挫折という言葉では表せないが、彼は両方ともよく分かっていた。他の何よりもブラントの人生は失望と闘争で特徴付けられる。若い戦士、学生、農夫、夫そして父として、またイギリス軍の士官、英国教会への改宗者、新約聖書の翻訳者と多くの役割をこなした。カナダにおける民族の土地に関するイギリスの役人との紛争は、独立戦争後に相手がアメリカの指導者になっても深刻さを増しただけであった。1792年と1797年にジョージ・ワシントンとヘンリー・ノックスに招かれてブラントはフィラデルフィアに行ったが、その後西部の部族を和解させようとしてうまくいかなかった。
ジョセフ・ブラントは1807年11月24日、オンタリオ湖頭の彼の家で死んだ（この場所はオンタリオ州バーリントン市になった）。ブラントの甥ジョン・ノートンに語った最期の言葉はその民族のために尽くした彼の人生を反映していた「貧しいインディアンに憐れみを持て。大きな力に影響力を持つことがあれば、それを民の幸福のために使え」。その家は19世紀遅くまでブラントの子孫が使用し、現在はジョセフ・ブラント博物館となっている。1850年、ブラントの遺骨は34マイル (55 km) の距離をグランド川の若者の肩に担がれて、フラントフォードのモホーク教会の墓に移された。

## 人物

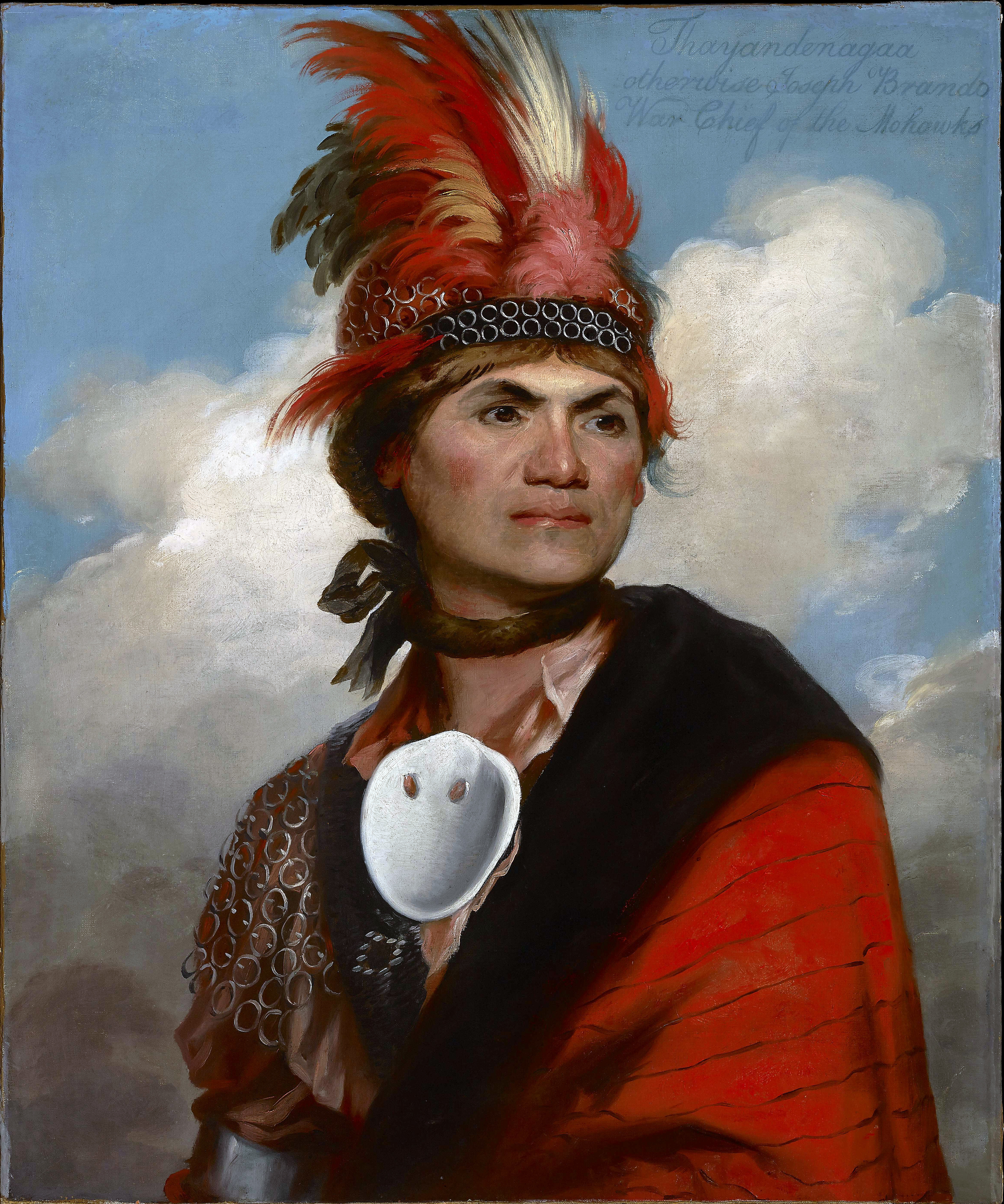
スチュアートの描いたもう一枚の肖像画 1786年

### ブラントの名前
ブラントは様々なやり方で署名した。以下がその署名。
- Tyandaga
- Thayendanegea
- Thaienteneka
- Thayendanega
- Joseph Thayendanegea
- Joseph Brant
- Jos. Brant
- Brant

### 家族
ジョセフ・ブラントは生涯で3度結婚した。最初の妻は1765年7月25日に結婚したクリスチーヌであり2人の子供アイザックとクリスチーヌが生まれた。妻のクリスチーヌはおそらく1771年の3月に肺病で死んだ。二人目の妻はクリスチーヌの異母妹スザンナで結婚後間もなくやはり肺病で死んだ。1780年にブラントはキャサリン・アドンウエンティション・クローガンと結婚した。キャサリンの父ジョージ・クローガンは著名なアメリカの植民地人であり、インディアンと取引があり、毛皮商、ニューヨークとペンシルベニアとオハイオに跨る土地の所有者兼投機家でもあった。母はモホークの出でキャサリン・テカリホガといった。ブラントとキャサリンの間には7人の子供が生まれた。ジョセフ、ジャコブ、ジョン、マーガレット、キャサリン、メアリー、エリザベスである。
妻のキャサリン・アドンウエンティションはその母を通じてモホーク族の最高位である「亀の氏族」の長であった。キャサリンの相続権はモホーク族の酋長テカリホガを指名することであった。キャサリンは兄弟のヘンリーを指名した。ヘンリーとキャサリンを通じてブラントは大きな影響力を持つことができた。ジョセフ・ブラントとヘンリーの死後、キャサリンが一番若い息子ジョンを指名したが、結婚前に死んだ。ブラントの長女マーガレットが、ウィリアム・ジョンソン卿とモーリーの孫ウィリアム・ジョンソン・カーと結婚し、その子が酋長を継いだ。ブラントの3人の息子ジョセフ、ジャコブおよびジョンは1812年の米英戦争でイギリスに加担して従軍した。

### 子孫
ジャコブ (1786-1847)は次男であり、祖父のクローガンとよく似ていたと言われる。ジャコブと兄のジョセフは、ブラントの初期の良き指導者エリエザー・ウィーロックの息子ジョン・ウィーロックが学長をしているダートマス大学で学んだ。ジャコブは1804年にモホーク族のルーシー・マッコイと結婚し、6人の子供が生まれた。その長男ジョン (1811-1870)は2回の結婚で8人の子の父となった。
ジョンの五男ロバートの息子キャメロン・D・ブラント中尉は、第二次世界大戦で戦死した30名のイロコイ6部族連合出身者の最初の戦死者となった。また彼は同大戦でのアメリカインディアン初の戦死者であった。
ジョンの六男ジョン・シドニーの孫ジャコブ・シェルビー・ブラント (1924-1944)は高校卒業後カナダ陸軍に入り、第二次世界大戦の1944年にベルギーで戦死した。

### 肖像画
ブラントはアメリカや海外の画家に肖像を描かれることが多くあった。特にそのうちの2つはアメリカ、カナダおよびイギリスの歴史におけるブラントの位置づけを特徴付けるものである。ジョージ・ロムニーの描いた肖像はブラントがイギリスにいった1775年から1776年の間のものであり、カナダのオタワにあるナショナルギャラリーに展示されている。チャールズ・ウィルソン・ピールによる肖像画は1797年にフィラデルフィアを訪れた時のものであり、インデペンデンスホールに展示されている。

## 記念物
- オンタリオ州ブラントフォード市とブラント郡は、ブラントに特許された土地の一部にあり、ブラントに因んで名づけられた。
- ニューヨーク州エリー郡の町ブラントも同様である。
- ブラントフォードのビクトリア広場にあるブラントの銅像は1886年に除幕された。
- オンタリオ州ティエンディナガ町およびティエンディナガ・モホーク・テリトリーのインディアン保留地は、ブラントの伝統的モホーク名の別の綴りから名前を取った。
- バーリントンのティアンダガもブラントのモホーク名の短縮形である。